# Ófeigsfjarðarflói
Ófeigsfjarðarflói ist eine Bucht auf der Ostseite der Westfjorde von Island. In ihr liegen von Süd nach Nord der Ingólfs-, der Ófeigs-, der Eyvindarfjörður und die Bucht Drangavík sowie mehrere kleine Felsinseln.
Die Halbinsel Munaðarnes mit dem Berg Kálfatindar, der Landzunge Krossnes und dem Schwimmbad Krossneslaug trennt die Bucht im Süden vom Norðurfjörður.
Bis hierher führt der Strandavegur .
Der ganze Ingólfsfjörður und zur Hälfte der Ófeigsfjörður können über die Hochlandstraße Ófeigsfjarðarvegur  erreicht werden.
In den Eyvindarfjörður und die Bucht Drangavík führen keine Straßen.
Die Klippen Drangaskörð bilden das nördliche Ende der Bucht Ófeigsfjarðarflói, die im Norden und Westen unbewohnt ist.